# Robert Freund (Glasmaler)
Robert Freund (* 21. Januar 1981 in St. Johann in Tirol) ist ein österreichischer bildender Künstler.

## Leben
Nach Abschluss der Matura und dem Aufbaulehrgang Kunsthandwerk und Objektdesign an der Glasfachschule Kramsach studierte Robert Freund Gegenständliche Malerei an der Akademie der bildenden Künste in Wien, zunächst in der Meisterklasse von Hubert Schmalix und Peter Dressler, später bei Schmalix’ Nachfolgerin Amelie von Wulffen und Peter Dressler. Seit seinem Studienabschluss 2007 arbeitet er in Wien und Tirol als freier bildender Künstler und ist außerdem als Lehrer für Glasmalerei, Entwurf und Design an der Glasfachschule Kramsach tätig.

## Werke
Der fachliche Schwerpunkt von Robert Freund liegt in der Gegenständlichen Malerei. Themenbezogene Exkurse führen zu Techniken der Grafik und Installation sowie Assemblage von selbst produzierten Keramik- und Glasobjekten. In seiner Bildsprache benutzt er vielschichtige Allegorien und Narrative – manchmal comichaft-grelle Bruchstücke, dann wieder Anklänge an verschiedene kunsthistorische und kunsthandwerkliche Referenzen, immer jedoch als nachdenklich stimmende komplexe, konzeptive Synthesen verschiedener Einflüsse aus Kunst und Kulturwissenschaft. Der Künstler stellt sich selbst so dar: „Retrospektive, Introspektive, Vorausschau und Konfrontation sind Begriffe, die für mich Bedeutung haben und mir wichtig sind.“
In der Rezeption wurden Robert Freunds Arbeiten durch seine erzählerischen Herangehensweisen an die Malerei auch in die Nähe der Neuen Leipziger Schule gestellt. Dies spiegelt sich beispielhaft in einem Bildkommentar zu Robert Freunds Zyklus Triebwerksschaden wider, in dem eines der Werke als „eine Art Neo Rauch auf LSD“ betitelt werden. Freunds Werk zeigt Referenzen aus der Kunstgeschichte, Pop- bzw. Subkultur, Outsider Kunst, Kunsthandwerk, Lowbrow.

## Ausstellungen
- 2025 Gott und Geld[4],Sala terrena Stift Klosterneuburg[5][6]
- 2023 Über das Neue Belvedere 21 Wien,[3][7]
- 2020 Robert Freund – Ausblick in die Tiefe[8] , Stadtgalerie im Kulturhaus[9] , Wetzlar
- 2019 Robert Freund – Untold Stories[10], Plattform 6020 - Fördergalerie der Stadt Innsbruck, Stadtbibliothek Innsbruck
- 2018 Voyage à contre-courant, Parallel Vienna 2018 – kuratiert durch Johann Lechner, Wien
- 2017 Robert Freund, Galerie Goldener Engl, Hall i. Tirol[11]
- 2016 Von geheimnisvoller Schönheit, Osthaus Museum, Hagen[12][13]
- 2015 viennacontemporary 2015 (Stand Galerie Schmidt Reith i. Alpbachtal), Wien
- 2013 Coming Up, Galerie Goldener Engl, Hall i. Tirol[14]
- 2012 Montag ist erst übermorgen. Junge Kunst auf Papier. Ankäufe des Kupferstichkabinetts 1997–2012, Kupferstichkabinett der Akademie der bildenden Künste Wien
- 2011 everything counts in large amounts, MUSA start gallery, Wien[15][16]
- 2010 Atelier Obermair, Wien
- 2010 Spekulationen, KunstraumHeiss, Wien
- 2009 Review09, Galerie Bäckerstraße 4, Wien
- 2009 artaustria (Stand Galerie Bäckerstraße 4), Wien
- 2009 Ausstellung zugunsten von los tres mundos, Galerie Bäckerstraße 4, Wien
- 2008 Opening, Galerie Bäckerstraße 4, Wien – kuratiert durch Stephan Schmidt-Wulffen
- 2008 Hokus Pokus, SWINGR-Raumaufzeit, Wien
- 2008 Kunstauktion zugunsten des Vereins neunerhaus, Museum für angewandte Kunst, Wien
- 2008 Preview, Kunstraum Wohlleb, Wien
- 2007 Menschenbilder, Galerie422, Gmunden
- 2007 Diplomausstellung, Semperdepot, Wien
- 2007 Im Tiergarten der Kunst, Gasometer, Triesen
- 2006 Erzählungen -35/65+, Zwei Generationen, Kunsthaus Graz – kuratiert durch Peter Pakesch, Katrin Bucher Trantow und Katia Huemer[17]
- 2006 Zur österreichischen Seele – anlässlich des 85. Geburtstages von Erwin Ringel, Festung Kufstein – kuratiert durch Gabriela Koschatzky-Elias
- 2005 REAL. Junges Österreich, Kunsthalle Krems[18][19]
- 2005 Junger Sommer 2005, Galerie Wolfgang Exner, Wien
- 2005 Die Meisterklasse Schmalix, Gerberhaus, Fehring
- 2004 line/spot, Black Dragon Society, Los Angeles/Wien[20]
- 2003 Die blaue Donau und das Schwarze Meer, Державний літературний музей (Staatliches Literaturmuseum), Odessa

## Preise und Auszeichnungen
- 2005 Meisterklassenpreis für gegenständliche Malerei der Akademie der bildenden Künste Wien
- 2006 Nominierung für den Georg Eisler Kunstpreis für Malerei
- 2007 Nominierung für den Walter Koschatzky Kunst-Preis für Graphik (Jury-Ankauf)
- 2008 Nominierung für den Walter Koschatzky Kunst-Preis für Graphik (Jury-Ankauf)